# Оро Вали (Аризона)
Оро Вали (енгл. Oro Valley) град је у америчкој савезној држави Аризона. По попису становништва из 2010. у њему је живело 41.011 становника.

## Демографија
Према попису становништва из 2010. у граду је живело 41.011 становника, што је 11.311 (38,1%) становника више него 2000. године.
| Група             | 2000.          | 2010.          |
| Белци             | 26.182 (88,2%) | 33.605 (81,9%) |
| Афроамериканци    | 315 (1,1%)     | 617 (1,5%)     |
| Азијати           | 570 (1,9%)     | 1.284 (3,1%)   |
| Хиспаноамериканци | 2.218 (7,5%)   | 4.731 (11,5%)  |
| Укупно            | 29.700         | 41.011         |